# Herz-Jesu-Kirche (Druffel)
Die Herz-Jesu-Kirche im Rietberger Ortsteil Druffel ist eine Filialkirche der St.-Margareta-Gemeinde in Neuenkirchen. Kirche und Gemeinde gehören zum „Pastoralen Raum Rietberg“ im Dekanat Rietberg-Wiedenbrück des Erzbistums Paderborn.

## Geschichte
In seiner Sitzung am 17. August 1953 beschloss der Kirchenvorstand der Kirchengemeinde Neuenkirchen den Bau einer Kirche in Druffel. Noch im gleichen Monat wurde ein Bauausschuss von 16 Männern gewählt. Die Pläne des Paderborner Architekten Dietrich sahen einen 24 Meter langen und 11,3 Meter breiten Kirchenbau mit etwa 200 Sitzplätzen und einem 29 Meter hohen Turm vor.
Im Januar 1954 sammelten die Mitglieder des Bauausschusses in einer Haussammlung bei 127 Personen die Summe von 45.268 DM. Im gleichen Monat schenkte der Landwirt Konrad Wittreck der Kirchengemeinde ein 1 Morgen großes Grundstück, das mit einem gleich großen Teil des Schullandes getauscht wurde. Nachdem das Erzbistum Paderborn eingewilligt hatte, die Hälfte der Baukosten zu tragen, konnte am 7. September 1954 der erste Spatenstich vorgenommen werden.
Ende Mai 1955 wurde der Kirchturm gerichtet und am 14. August 1955 ertönte zum ersten Mal das Geläut der Kirchenglocke. Die fis-gestimmte Glocke wurde 1923 in Brilon gegossen und hat bei einem Durchmesser von 108 cm ein Gewicht von 665 kg. Bevor die von der Neuenkirchener Familie Ellendorf gestiftete Glocke in Druffel zum Einsatz kam, gehörte sie zum Neuenkirchener Geläut.
Am 23. September 1956 wurde die Kirche von Erzbischof Lorenz Jaeger geweiht.
Im Pfarrbrief vom 27. Februar 2011 wurde bekanntgegeben, dass ab dem 1. April 2011 keine regulären Sonntagsgottesdienste in der Herz-Jesu-Kirche mehr abgehalten werden.

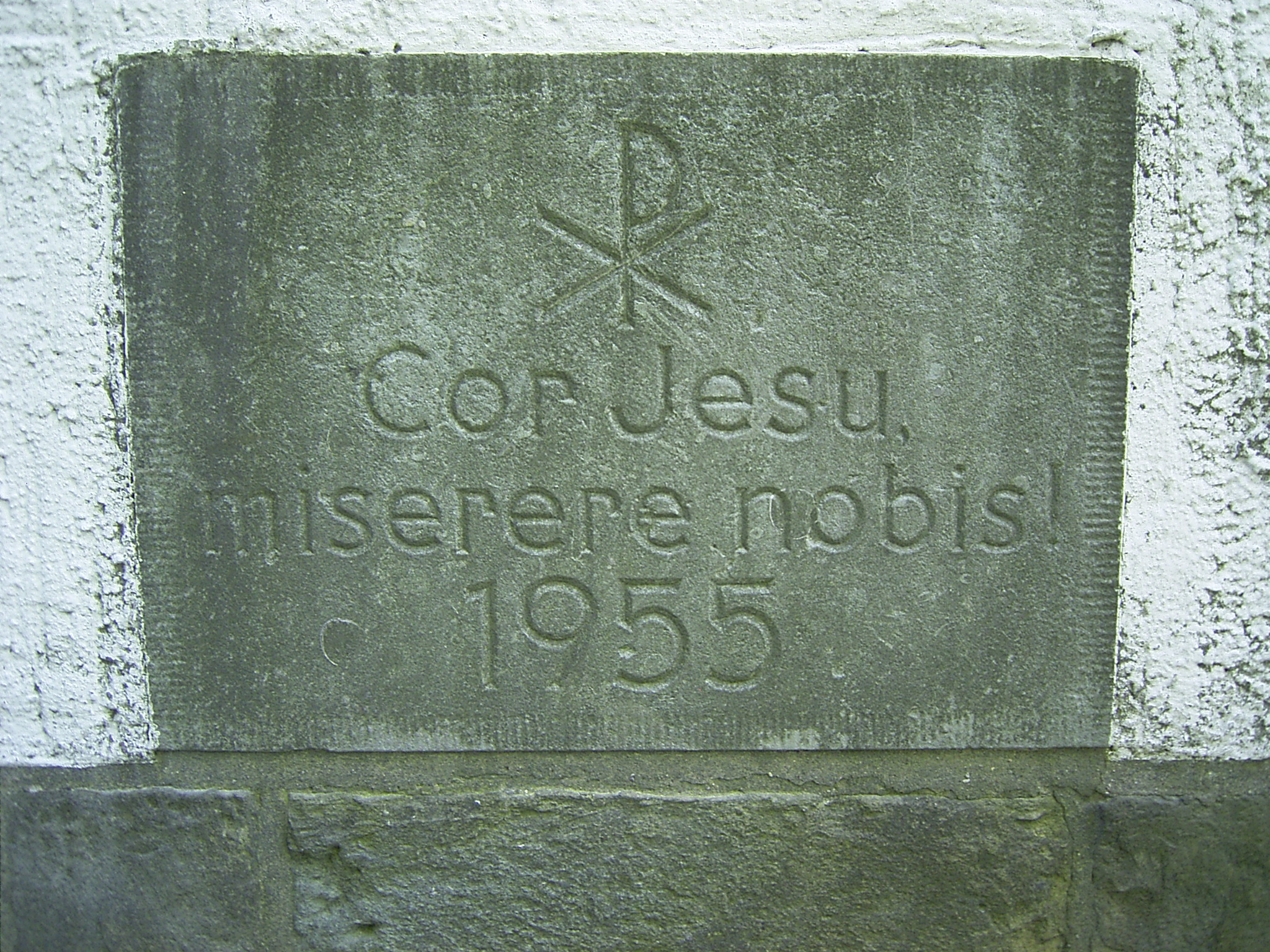
Der Grundstein zeigt das Christusmonogramm und trägt die Inschrift „Cor Jesu, miserere nobis! 1955“ (Herz Jesu, erbarme dich unser!).
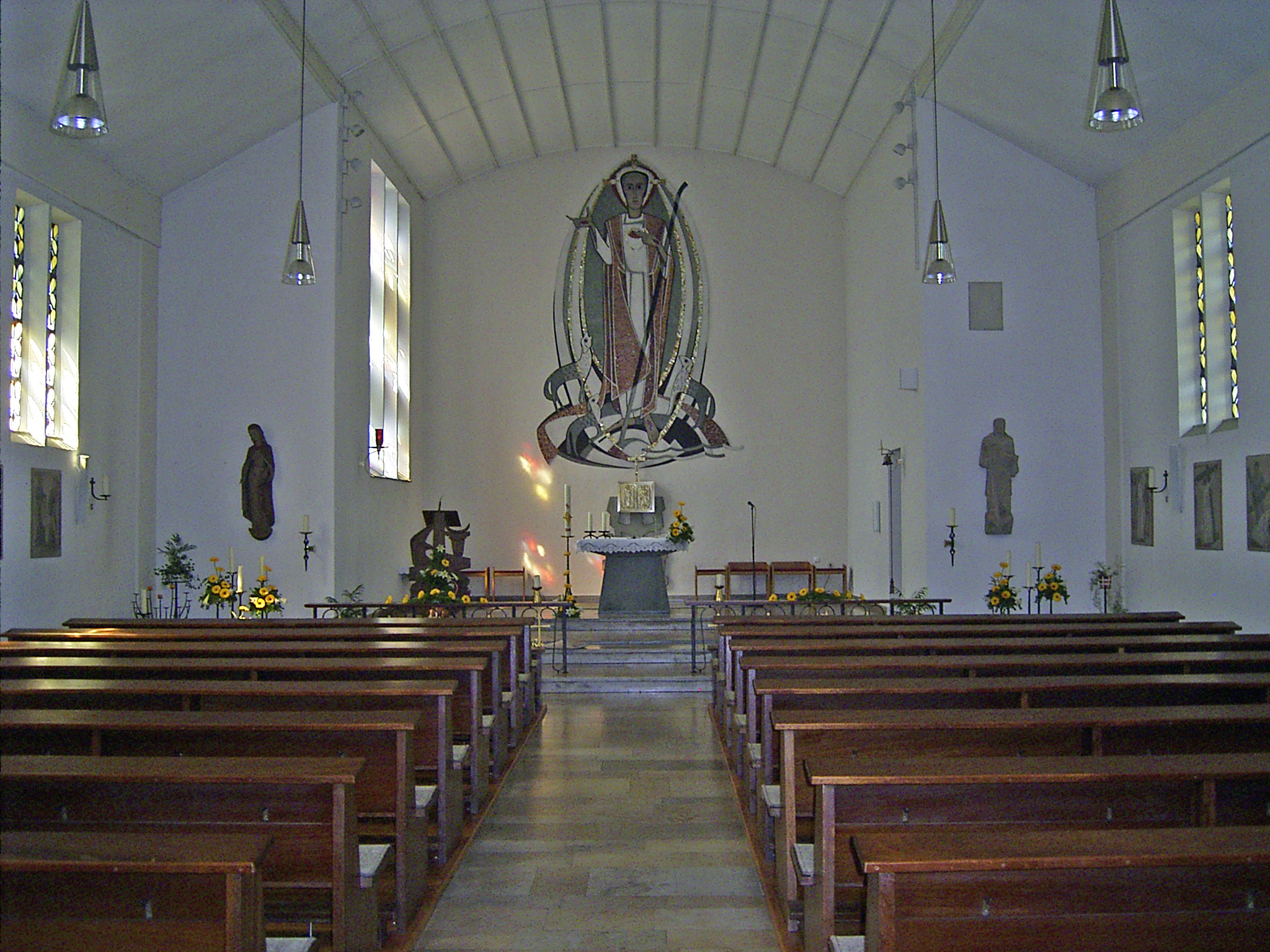
Innenraum
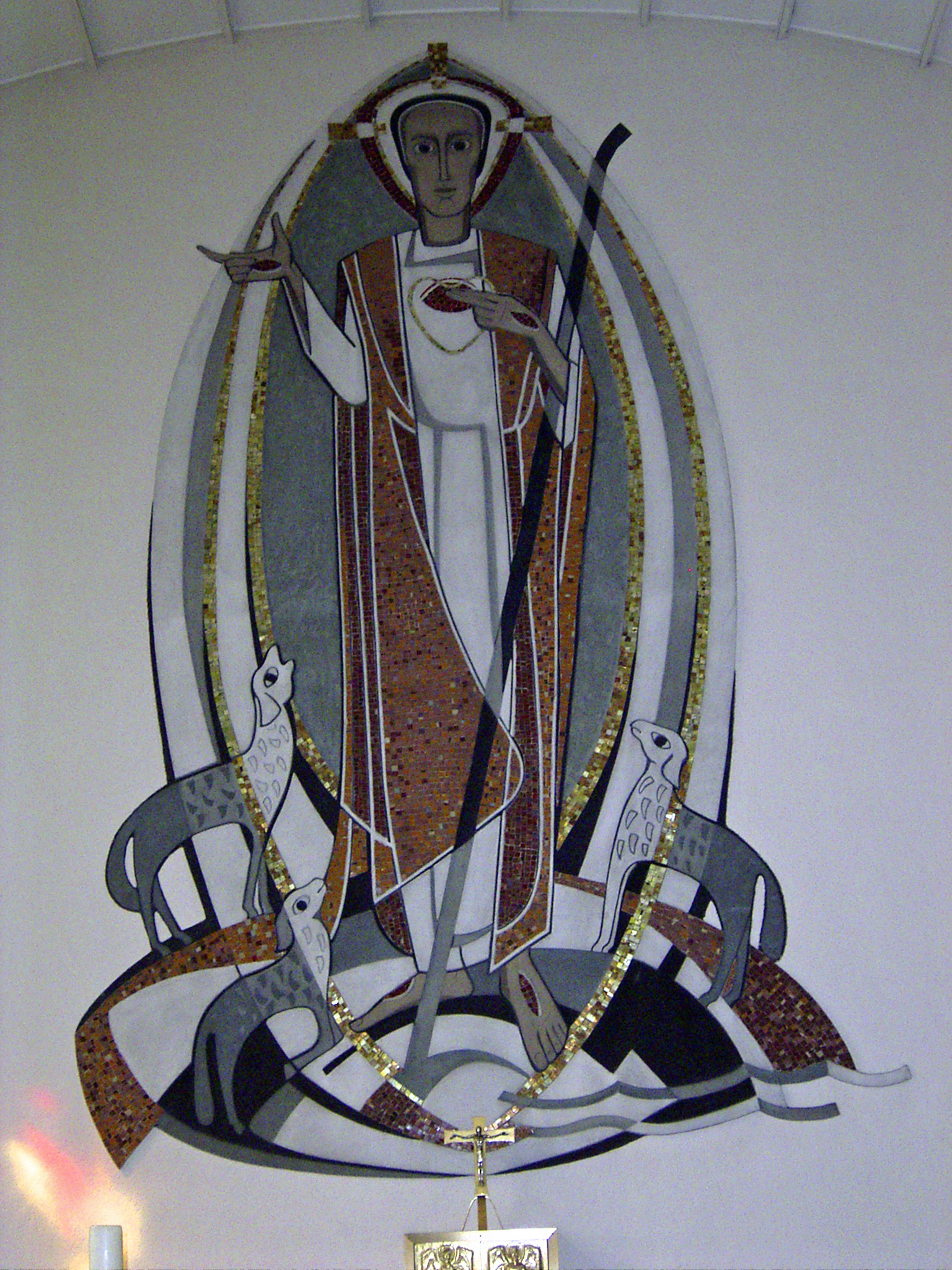
Mosaik im Innenraum
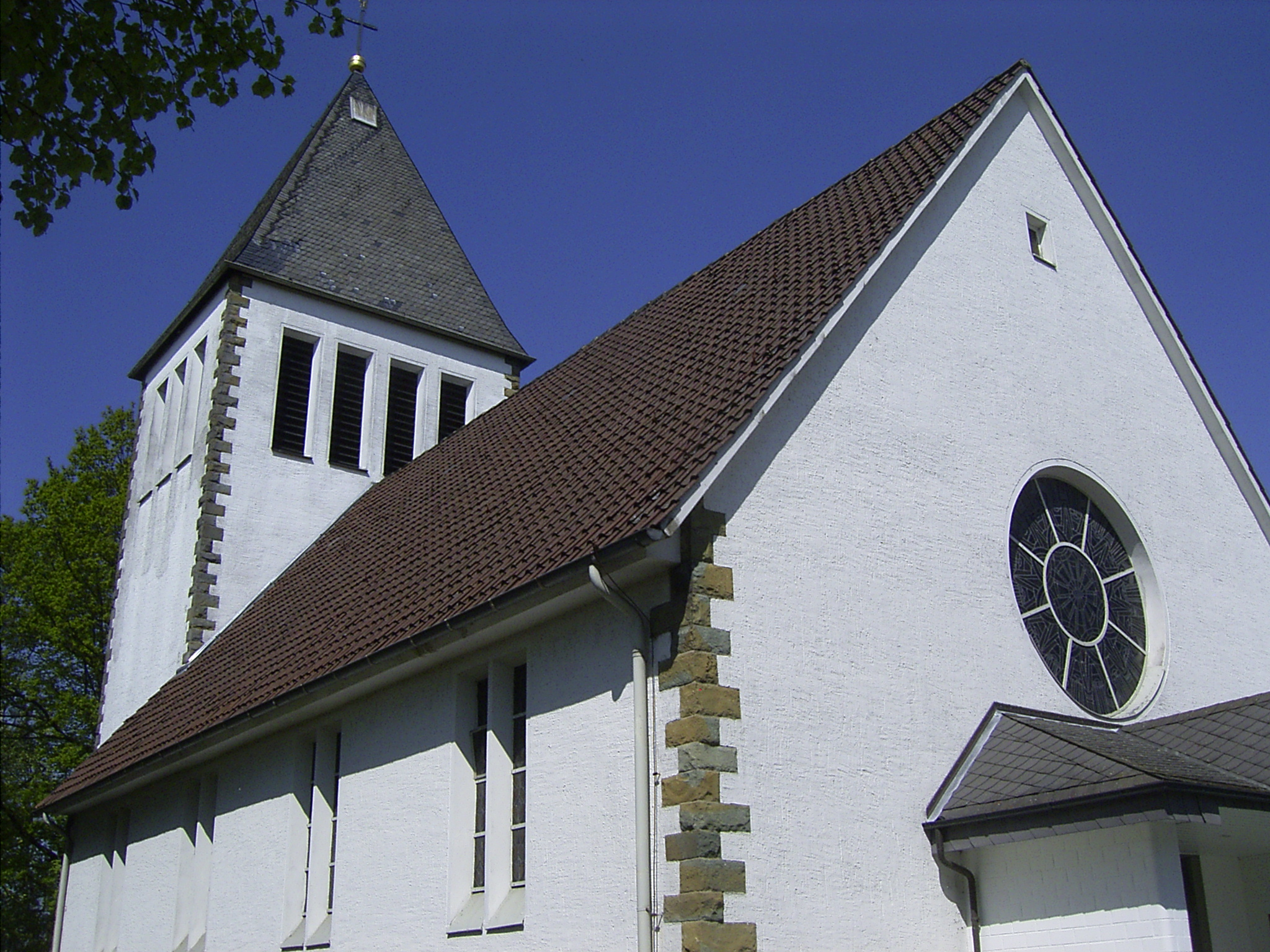
Westseite